# 马尔肖
马尔肖（德語：Malchow，發音：[ˈmalçoː] ⓘ）是德国梅克伦堡-前波美拉尼亚州梅克伦堡湖区县的城市，面积44.71平方千米，2023年12月31日人口为6,558人。